# Фирсов, Иван Иванович (художник)
Иван Иванович Фи́рсов (около 1733, Москва — после 1785 (?), Санкт-Петербург) — русский живописец XVIII века.
В 1747—1756 учился и работал в «Канцелярии от строений». С конца 1750-х гг. — придворный художник. Выполнял декоративные росписи в петербургских дворцах и церквях, оформлял празднества, писал иконы и театральные декорации.
Автор одного из первых произведений русской жанровой живописи — картины «Юный живописец» (2-я половина 1760-х гг., Третьяковская галерея), отличающейся непринуждённой естественностью образов и тонко сгармонированным цветовым решением.

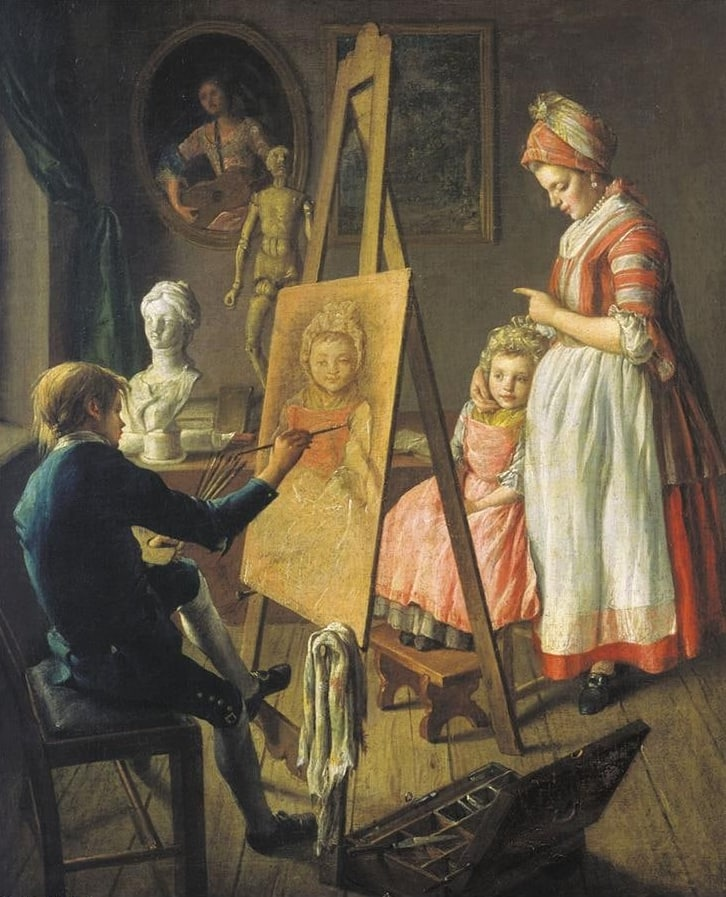
И. Фирсов. Юный живописец